# Église Saint-Eustache des Loges-en-Josas
Pour les articles homonymes, voir Église Saint-Eustache.
L'église Saint-Eustache est une église située aux Loges-en-Josas (Yvelines) en France.

## Historique et description

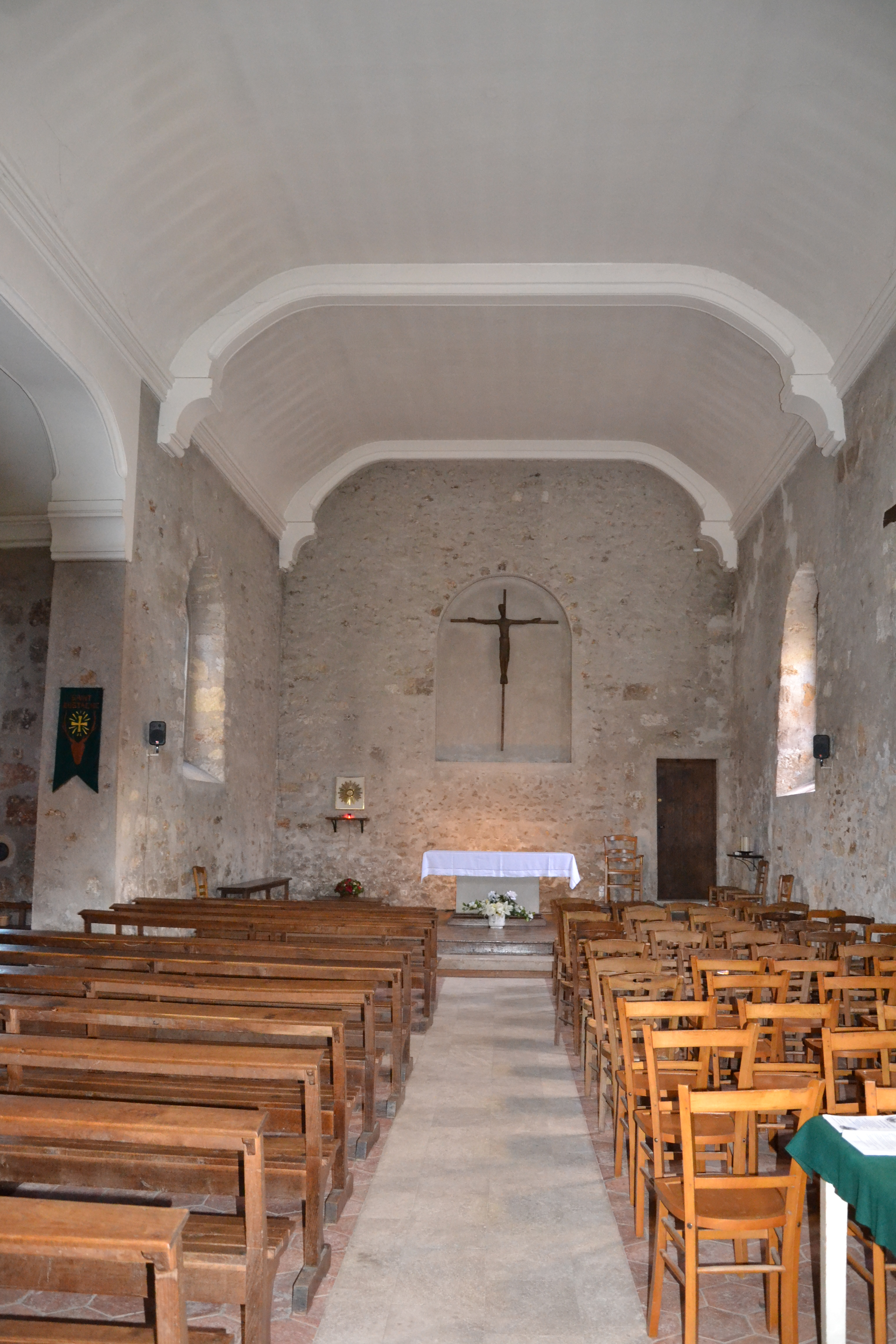
Église Saint Eustache, Les Loges-en-Josas, août 2013.

D'après l'abbé Lebeuf, il y avait à cet endroit un pélérinage en l'honneur de saint Eustache. Une chapelle éponyme, édifiée au XIIIe siècle et agrandie ensuite, est remplacée à partir de 1699 par l'église actuelle.
En très mauvais état en 1870, elle est restaurée, et des vitraux sont réalisés par le peintre verrier Ména de Paris (famille originaire de Monthermé).
L'édifice, bâti en meulière, se compose d’une nef unique, terminée par un chevet plat, et flanquée d’un clocher à plan carré intégré à la toiture. 
La façade occidentale est à pignon apparent avec une porte principale surmontée d'une baie cintrée.
L'église est recensée dans l'Inventaire général du patrimoine culturel.

## Mobilier

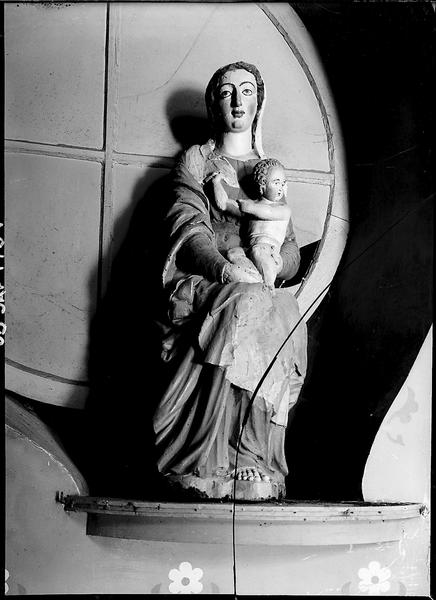
La Vierge à l'Enfant.

L'autel de la Vierge, et deux tabourets de chantre (en noyer; XVIIe siècle) sont recensés dans l'Inventaire général du patrimoine culturel. 
Sont classés Monument historique :
- la statue polychrome de la Vierge à l'enfant assise (fin du XVIe siècle})[5].
- le tableau sur toile d'une Mise au tombeau (copie ancienne du XVIIe  ou XVIIIe siècle d'un tableau classé à Bazarnes (Yonne) avec une attribution au peintre espagnol Mateo Cerezo (1635-1685)[6].

Cinq nouvelles verrières ont été réalisées en 1984-1985 par les peintres-verriers Patrick et Anne Confetti.